# 355276 Leclair
355276 Leclair este o planetă minoră (asteroid) din centura de asteroizi. A fost descoperită pe 12 septembrie 2007 la Saint-Sulpice de Bernard Christophe⁠(d) și a fost numită după Jean-Marie Leclair⁠(d). 
Obiectul prezintă o orbită caracterizată de o semiaxă mare de 2,3157918326182 UAi, o excentricitate de 0,19690552896549, o înclinație de 2,5638782412797 ° în raport cu ecliptica.